# リドル・バク
ボテ・リドル・エンズジ・バク（Bote Ridle Nzuzi Baku、1998年4月8日 - ）は、ドイツ・マインツ出身のサッカー選手。ブンデスリーガ・RBライプツィヒ所属。ポジションはディフェンダー。

## クラブ経歴

### マインツ
2017-18シーズン、1.FSVマインツ05リザーブチームに昇格し、2017年7月30日のFSVフランクフルト戦でデビューを果たした。同年9月16日にはキッカーズ・オッフェンバッハとのリーグ戦で初ゴールも記録した。
2017年12月16日、DFBポカールのVfBシュトゥットガルト戦でプロデビューを飾ると、翌年4月28日、RBライプツィヒ戦に出場したバクは試合終了間際の90分に1-0となる決勝ゴールを挙げ、勝ち点3獲得に繋がるプロ初ゴールを記録した。2019-20シーズンからはレギュラーに定着し、リーグ戦30試合に出場して1ゴールを挙げた。

### ヴォルフスブルク
2020年10月1日、VfLヴォルフスブルクに移籍し、5年契約を交わした。

## 代表経歴
2020年11月8日、若返りを謀るドイツA代表に初招集され、3日後に行われたチェコ代表との親善試合でフル代表デビューを果たした。

## 人物
名前のリドルは、バクの父親が元ドイツ代表のカール＝ハインツ・リードレのファンだったためニックネームとして付けられたが、2018年からは戸籍にリドルの名前を追加した。